# 第一通站
第一通站（日语：／ Daiichidōri eki */?）是位於靜岡縣濱松市中央區田町，屬於遠州鐵道的鐵道線車站。車站編號為02。

## 概要
此站是在高架化之際新設的車站，建設當時的暫名為田町站。此站距離遠州醫院站只有300公尺，為遠州鐵道鐵道線的最短站距，但是由於該區間需要途經兩個彎位，因此從此站月台不可看見該車站。本站基本上以作為標示，但是在車內補充券中則會以標記。

## 歷史
- 1981年12月頃：決定在高架化同時設置新車站。暫名田町站。
- 1985年12月1日：車站啟用。
- 1996年4月1日：檢票口與月台之間設置了扶手電梯（只限上行）。
- 2014年頃：月台部分位置設置了安全柵欄。

### 站名由來
車站前附近設有第一證券（現時：三菱日聯證券），因此被稱呼為第一通。

## 車站構造

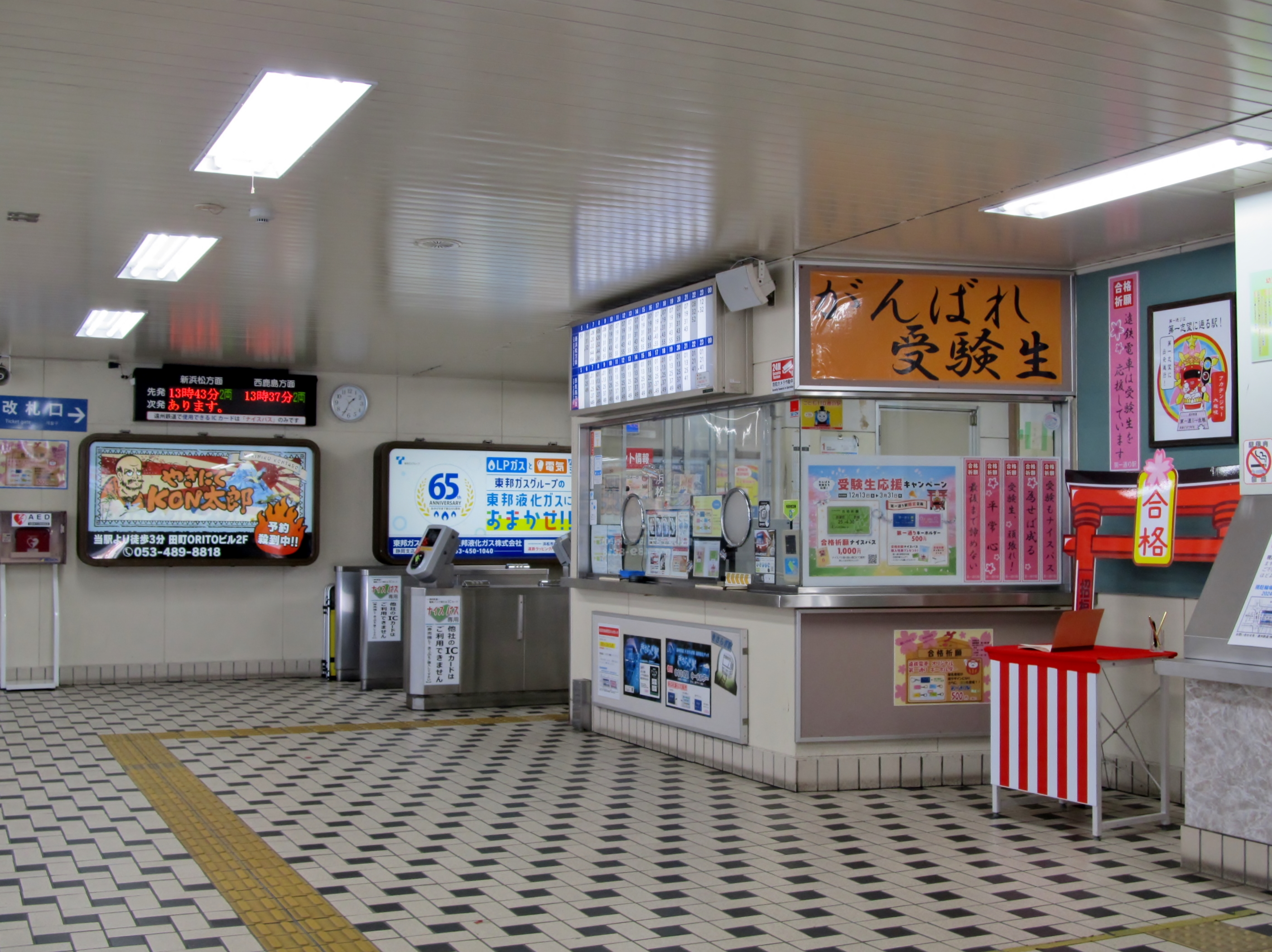
驗票閘口（2025年1月）

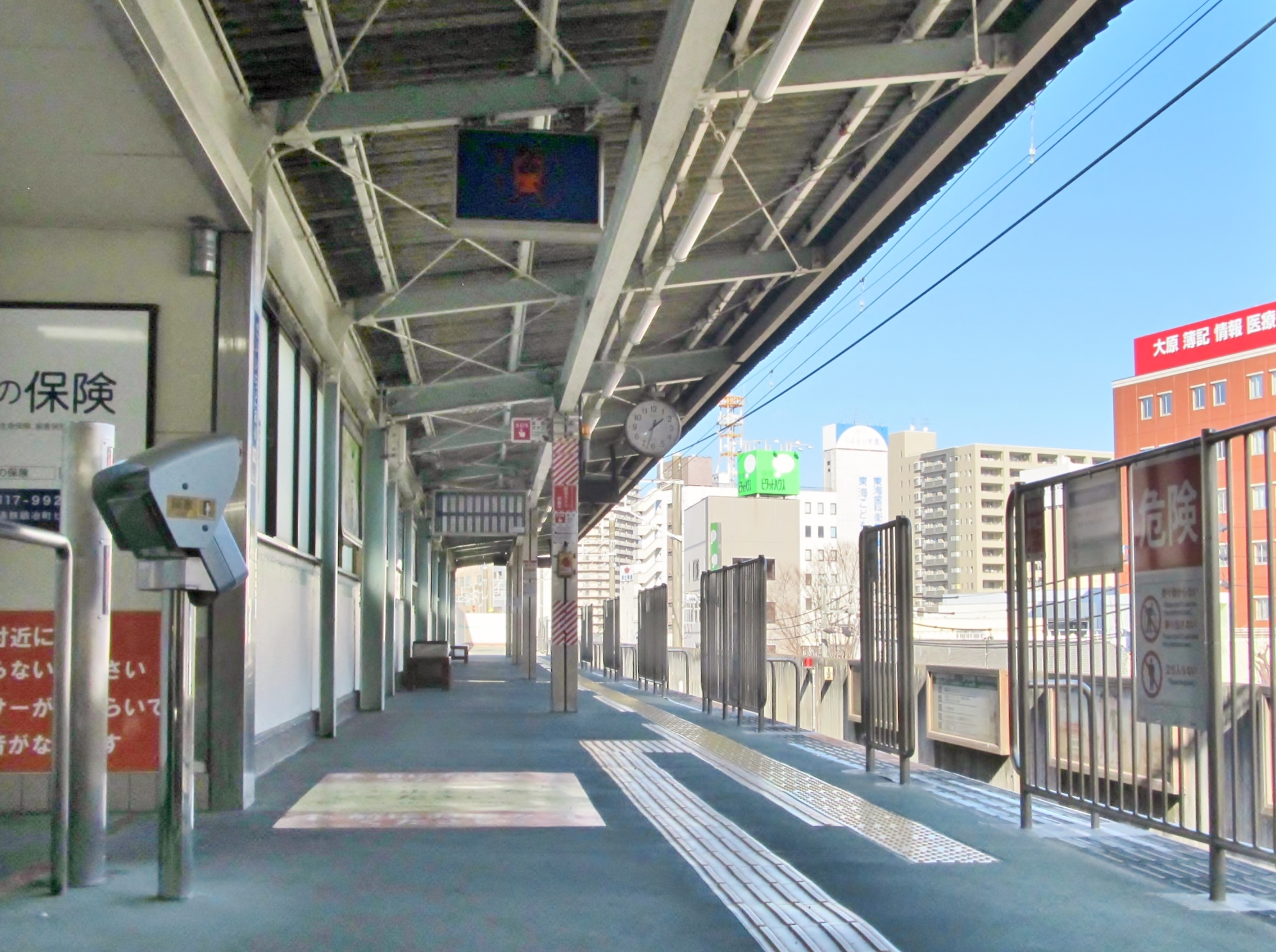
月台（2025年1月）

此站是高架車站，設有1面1線的單式月台。此站是直營車站（晚間、早上沒有人當值），並且建在新川的暗渠上。

## 使用狀況
在2018年度（平成30年度）的總乘車人次為525,719人（18座車站中排名第5），下車人次為617,638人（18座車站中排名第4）。此站的乘客主要來自附近的上學，上班的人士。
以下為不同年度的乘車人次和下車人次：
| 一年總間乘車人次和下車人次彎化 | 一年總間乘車人次和下車人次彎化 | 一年總間乘車人次和下車人次彎化 | 一年總間乘車人次和下車人次彎化 |
| 年度                           | 遠州鐵道                       | 遠州鐵道                       | 參考資料、備註                 |
| 年度                           | 乘車人次                       | 下車人次                       | 參考資料、備註                 |
| ------------------------------ | ------------------------------ | ------------------------------ | ------------------------------ |
| 1985年度（昭和60年度）         | 196,280 人                     | 179,855 人                     | 在年度中途啟用。               |
| 1986年度（昭和61年度）         | 714,248 人                     | 677,031 人                     | [ 3 ]                          |
| 1987年度（昭和62年度）         | 707,270 人                     | 692,063 人                     | [ 4 ]                          |
| 1988年度（昭和63年度）         | 689,898 人                     | 709,304 人                     | [ 5 ]                          |
| 1989年度（平成元年度）         | 666,965 人                     | 710,286 人                     | [ 6 ]                          |
| 1990年度（平成2年度）          | 632,586 人                     | 680,165 人                     | [ 7 ]                          |
| 1991年度（平成3年度）          | 608,242 人                     | 664,328 人                     | [ 8 ]                          |
| 1992年度（平成4年度）          | 607,820 人                     | 664,326 人                     | [ 9 ]                          |
| 1993年度（平成5年度）          | 558,076 人                     | 622,822 人                     | [ 10 ]                         |
| 1994年度（平成6年度）          | 525,259 人                     | 582,623 人                     | [ 11 ]                         |
| 1995年度（平成7年度）          | 502,959 人                     | 565,542 人                     | [ 12 ]                         |
| 1996年度（平成8年度）          | 513,976 人                     | 582,065 人                     | [ 13 ]                         |
| 1997年度（平成9年度）          | 519,143 人                     | 598,539 人                     | [ 14 ]                         |
| 1998年度（平成10年度）         | 505,129 人                     | 576,101 人                     | [ 15 ]                         |
| 1999年度（平成11年度）         | 489,998 人                     | 575,128 人                     | [ 16 ]                         |
| 2000年度（平成12年度）         | 511,229 人                     | 586,152 人                     | [ 17 ]                         |
| 2001年度（平成13年度）         | 510,120 人                     | 593,834 人                     | [ 18 ]                         |
| 2002年度（平成14年度）         | 482,863 人                     | 564,235 人                     | [ 19 ]                         |
| 2003年度（平成15年度）         | 475,007 人                     | 554,462 人                     | [ 20 ]                         |
| 2004年度（平成16年度）         | 450,566 人                     | 550,489 人                     | [ 21 ]                         |
| 2005年度（平成17年度）         | 446,477 人                     | 539,772 人                     | [ 22 ]                         |
| 2006年度（平成18年度）         | 451,642 人                     | 549,037 人                     | [ 23 ]                         |
| 2007年度（平成19年度）         | 476,266 人                     | 580,616 人                     | [ 24 ]                         |
| 2008年度（平成20年度）         | 484,821 人                     | 589,237 人                     | [ 25 ]                         |
| 2009年度（平成21年度）         | 466,629 人                     | 569,167 人                     | [ 26 ]                         |
| 2010年度（平成22年度）         | 476,067 人                     | 571,084 人                     | [ 27 ]                         |
| 2011年度（平成23年度）         | 464,367 人                     | 553,906 人                     | [ 28 ]                         |
| 2012年度（平成24年度）         | 495,486 人                     | 577,286 人                     | [ 29 ]                         |
| 2013年度（平成25年度）         | 501,170 人                     | 582,208 人                     | [ 30 ]                         |
| 2014年度（平成26年度）         | 528,859 人                     | 613,397 人                     | [ 31 ]                         |
| 2015年度（平成27年度）         | 527,323 人                     | 611,675 人                     | [ 32 ]                         |
| 2016年度（平成28年度）         | 515,659 人                     | 604,244 人                     | [ 33 ]                         |
| 2017年度（平成29年度）         | 518,360 人                     | 604,563 人                     | [ 34 ]                         |
| 2018年度（平成30年度）         | 525,719 人                     | 617,638 人                     | [ 1 ]                          |

## 車站周邊
- 國道152號（日语：国道152号）
- 濱松郵局（日语：浜松郵便局）
- 東海廚師專門學校
- 東橫Inn 濱松站北出口
- Livehouse「窗椊」

## 相鄰車站
遠州鐵道
■鐵道線
新濱松（01）－第一通（02）－遠州醫院（03）

## 注腳
1. 1 2  《靜岡縣統計年鑑 平成30年》 運輸・通信 鉄道運輸状況 （页面存档备份，存于）（日語）
2. ↑  《靜岡縣統計年鑑 昭和60年》 運輸・通信 私鉄運輸状況 （页面存档备份，存于）（日語）
3. ↑  《靜岡縣統計年鑑 昭和61年》 運輸・通信 私鉄運輸状況 （页面存档备份，存于）（日語）
4. ↑  《靜岡縣統計年鑑 昭和62年》 運輸・通信 鉄道運輸状況 （页面存档备份，存于）（日語）
5. ↑  《靜岡縣統計年鑑 昭和63年》 運輸・通信 鉄道運輸状況 （页面存档备份，存于）（日語）
6. ↑  《靜岡縣統計年鑑 平成元年》 運輸・通信 鉄道運輸状況 （页面存档备份，存于）（日語）
7. ↑  《靜岡縣統計年鑑 平成2年》 運輸・通信 鉄道運輸状況 （页面存档备份，存于）（日語）
8. ↑  《靜岡縣統計年鑑 平成3年》 運輸・通信 鉄道運輸状況 （页面存档备份，存于）（日語）
9. ↑  《靜岡縣統計年鑑 平成4年》 運輸・通信 鉄道運輸状況 （页面存档备份，存于）（日語）
10. ↑  《靜岡縣統計年鑑 平成5年》 運輸・通信 鉄道運輸状況 （页面存档备份，存于）（日語）
11. ↑  《靜岡縣統計年鑑 平成6年》 運輸・通信 鉄道運輸状況 （页面存档备份，存于）（日語）
12. ↑  《靜岡縣統計年鑑 平成7年》 運輸・通信 鉄道運輸状況 （页面存档备份，存于）（日語）
13. ↑  《靜岡縣統計年鑑 平成8年》 運輸・通信 鉄道運輸状況 （页面存档备份，存于）（日語）
14. ↑  《靜岡縣統計年鑑 平成9年》 運輸・通信 鉄道運輸状況 （页面存档备份，存于）（日語）
15. ↑  《靜岡縣統計年鑑 平成10年》 運輸・通信 鉄道運輸状況 （页面存档备份，存于）（日語）
16. ↑  《靜岡縣統計年鑑 平成11年》 運輸・通信 鉄道運輸状況 （页面存档备份，存于）（日語）
17. ↑  《靜岡縣統計年鑑 平成12年》 運輸・通信 鉄道運輸状況 （页面存档备份，存于）（日語）
18. ↑  《靜岡縣統計年鑑 平成13年》 運輸・通信 鉄道運輸状況 （页面存档备份，存于）（日語）
19. ↑  《靜岡縣統計年鑑 平成14年》 運輸・通信 鉄道運輸状況 （页面存档备份，存于）（日語）
20. ↑  《靜岡縣統計年鑑 平成15年》 運輸・通信 鉄道運輸状況 （页面存档备份，存于）（日語）
21. ↑  《靜岡縣統計年鑑 平成16年》 運輸・通信 鉄道運輸状況 （页面存档备份，存于）（日語）
22. ↑  《靜岡縣統計年鑑 平成17年》 運輸・通信 鉄道運輸状況 （页面存档备份，存于）（日語）
23. ↑  《靜岡縣統計年鑑 平成18年》 運輸・通信 鉄道運輸状況 （页面存档备份，存于）（日語）
24. ↑  《靜岡縣統計年鑑 平成19年》 運輸・通信 鉄道運輸状況 （页面存档备份，存于）（日語）
25. ↑  《靜岡縣統計年鑑 平成20年》 運輸・通信 鉄道運輸状況 （页面存档备份，存于）（日語）
26. ↑  《靜岡縣統計年鑑 平成21年》 運輸・通信 鉄道運輸状況 （页面存档备份，存于）（日語）
27. ↑  《靜岡縣統計年鑑 平成22年》 運輸・通信 鉄道運輸状況 （页面存档备份，存于）（日語）
28. ↑  《靜岡縣統計年鑑 平成23年》 運輸・通信 鉄道運輸状況 （页面存档备份，存于）（日語）
29. ↑  《靜岡縣統計年鑑 平成24年》 運輸・通信 鉄道運輸状況 （页面存档备份，存于）（日語）
30. ↑  《靜岡縣統計年鑑 平成25年》 運輸・通信 鉄道運輸状況 （页面存档备份，存于）（日語）
31. ↑  《靜岡縣統計年鑑 平成26年》 運輸・通信 鉄道運輸状況 （页面存档备份，存于）（日語）
32. ↑  《靜岡縣統計年鑑 平成27年》 運輸・通信 鉄道運輸状況 （页面存档备份，存于）（日語）
33. ↑  《靜岡縣統計年鑑 平成28年》 運輸・通信 鉄道運輸状況 （页面存档备份，存于）（日語）
34. ↑  《靜岡縣統計年鑑 平成29年》 運輸・通信 鉄道運輸状況 （页面存档备份，存于）（日語）

## 外部連結
- 第一通站（遠鐵電車各站資訊） （页面存档备份，存于）（日語）